# Фазова самомодулация
Фазова самомодулация (SPM) е кубичен {\displaystyle {\chi ^{(3)}}} – нелинейно оптичен ефект на взаимодействие на светлината с материята.
Когато свръх къс светлинен импулс се разпространява в дадена среда той индуцира промяна на показателя на пречупване, на средата посредством оптичния ефект на Кер, при който промяната на показателя на пречупване е пропорционален на интензитета на светлината. Тази динамична промяна на показателя на пречупване води до различно фазово отместване във всеки един момент в рамките на импулса, което е еквивалентно на промяна на честотния спектър на импулса.
Фазовата самомодулация е важен ефект в оптичните системи които се базират на разпространение на къси интензивни светлинни импулси като например лазерите, оптично влакнестите комуникационни системи и други.

## Теория
Да разгледаме свръх къс импулс с Гаусово разпределение и постоянна фаза. Интензитетът на импулса в момента t се дава от израза:
{\displaystyle I(t)=I_{0}\exp \left(-{\frac {t^{2}}{\tau ^{2}}}\right)}
където I0 е пиковият интензитет, а {\displaystyle \tau } е половината ширина на ниво 1/е.
Когато къс светлинен импулс се разпространява в дадена среда той индуцира промяна на показателя на пречупване на средата посредством оптичния ефект на Кер, при който промяната на показателя на пречупване е пропорционален на интензитета на светлината:
{\displaystyle n(I)=n_{0}+n_{2}\cdot I}
където n0 е линейният коефициент на пречупване, a n2 е нелинейният коефициент на пречупване на средата. Нелинейният коефициент на пречупване на средата n2 е свързан с кубичната нелинейна възприемчивост {\displaystyle {\chi ^{(3)}}} посредством
{\displaystyle n_{2}={\frac {3\chi ^{(3)}}{4n_{o}^{2}\epsilon _{o}c}}}.
При разпространението на импулса в средата, във всяка една нейна точка, интензитетът на импулса отначало расте, а след това намалява. Това води до промяна на показателя на пречупване като функция на времето t. Изменението на показателя на пречупване с времето се пресмята като производната му по времето и се дава от уравнението:
{\displaystyle {\frac {dn(I)}{dt}}=n_{2}{\frac {dI}{dt}}=n_{2}\cdot I_{0}\cdot {\frac {-2t}{\tau ^{2}}}\cdot \exp \left({\frac {-t^{2}}{\tau ^{2}}}\right).}
Тази промяна на показателя на пречупване води до промяна на мигновената фаза на импулса във всеки един момент t:
{\displaystyle \phi (t)=\omega _{0}t-{\frac {2\pi }{\lambda _{0}}}\cdot n(I)L},
където {\displaystyle \omega _{0}} и {\displaystyle \lambda _{0}} са централната честота на импулса и съответната дължина на вълната на импулса, a {\displaystyle L} е разстоянието, което светлината изминава в средата.
От своя страна промяната на мигновената фаза (фазовото отместване) води до промяна на честотата на импулса като функция на t. Тази мигновена честота {\displaystyle \omega (t)} се дава от израза:
{\displaystyle \omega (t)={\frac {d\phi (t)}{dt}}=\omega _{0}-{\frac {2\pi L}{\lambda _{0}}}{\frac {dn(I)}{dt}},}
а като заместим с израза за производната на интензитетно зависимия показател на пречупване даден по горе получаваме:
{\displaystyle \omega (t)=\omega _{0}+{\frac {4\pi Ln_{2}I_{0}}{\lambda _{0}\tau ^{2}}}\cdot t\cdot \exp \left({\frac {-t^{2}}{\tau ^{2}}}\right).}
Построявайки ω(t) виждаме честотното отместване във всеки един момент t на импулса. Честотите на предния фронт са отмесени към по ниските честоти (червено отместване), докато честотите на задния фронт са отместни към по високите честоти (синьо отместване). Централната честота остава непроменена. В един участък около централната честота (между t = ± {\displaystyle \tau /2}), се наблюдава линейна промяна на честотата (chirp) който се дава от израза:
{\displaystyle \omega (t)=\omega _{0}+\alpha \cdot t},
където α е:
{\displaystyle \alpha =\left.{\frac {d\omega }{dt}}\right|_{0}={\frac {4\pi Ln_{2}I_{0}}{\lambda _{0}\tau ^{2}}}.}
Допълнителните честоти генерирани чрез ефекта фазова самомодулация ще разширят честотния спектър на импулса симетрично. Формата на импулса във времето остава непроменена в приближение когато дисперсните свойства на средата могат да бъдат пренебрегнати. Обаче при отчитането на зависимостта на фазовата скорост на светлината от честотата ефектът на фазова модулация води, както до промяна на спектъра, така и до промяна на времевата форма на импулса. В среди с нормална дисперсия „червените“ спектрални компоненти имат по-голяма скорост от „сините“ спектрални компоненти. Това води до разтягане на импулса по простата причина, че предната част на импулса ще се движи с по-голяма скорост от задната част на импулса. И обратно в среди с аномална дисперсия „червените“ спектрални компоненти ще се разпространяват по бавно от „сините“ спектрални компоненти и това би могло да се използва за компресия (стесняване) на импулса.
Подобен анализ може да бъде направен за произволна форма на импулсите, както и за секант хиперболичен, sech2{\displaystyle (t/\tau )}, времеви профил характерен за повечето лазери, генериращи свръх къси импулси.
Ако импулсът е с подходящ интензитет, спектралното разширение от ефекта на фазовата самомодулация може да бъде балансирано от времевата компресия в среда с аномална дисперсия и да се постигне баланс при който импулсът се разпространява с постоянна форма. Полученият импулс се нарича солитон.
Фазовата самомодулация е един от многобройните ефекти на самовъздействие, наблюдавани при взаимодействието на интензивни оптични полета с вещество. Този процес е нелинеен и е от голямо значение в оптиката на свръх късите импулси. Фазовата самомодулация също така е един от основните процеси, работещи при получаване на бяла лазерна светлина.